# Slievenamon
Slievenamon (in gaelico Sliabh na mBan trad. "La montagna della donna"), è una montagna situata in Irlanda, nello specifico nella contea di Tipperary, che a sua volta fa parte della regione di Munster. La vetta e "collocata" a 721 m di quota e il monte stesso è situato nella parte meridionale della contea, vicino alla cittadina di Clonmel. Essa funge da limite occidentale di una serie di basse colline ed ha la forma di un cono ribassato e, dalla sua cima, si può godere di un'ottima vista sulle contee di Tipperary, Kilkenny e Waterford.
Slievenamon riveste un ruolo importante nella mitologia irlandese. Il suo nome deriva infatti dalla fata Feimhin la quale avrebbe incantato un guerriero mitologico chiamato Fionn mac Cumhaill e i suoi seguaci. Un'altra leggenda racconta che Fionn scelse la sua sposa tra un gruppo di fanciulle che scalavano il monte solo per mettersi a sedere con lui sulla cima. La prima ad arrivare in cima fu Gráinne la quale avrebbe assunto un ruolo importante nella mitologia irlandese, per via delle sue imprese a fianco di un guerriero della Fianna, Diarmuid.